# Nickelodeon Kids' Choice Awards (Argentina)
I Nickelodeon Kids' Choice Awards Argentina, comunemente conosciuti anche come Kids' Choice Awards Argentina o KCAAs, sono stati una manifestazione organizzata dall'emittente latinoamericana Nickelodeon, gestita da Viacom, volta a celebrare il meglio dell'anno locale per quanto riguarda la musica, il cinema, televisione, sport, social e altri settori.

## Storia
L'evento è nato nel 2011 a partire dalla versione statunitense, ossia la i Nickelodeon Kids' Choice Awards. La prima premiazione è stata organizzata al Microestadio Malvinas Argentinas, con la conduzione di Nicolás Vázquez.
Le votazioni dei nominati venivano fatte attraverso il sito web dell'emittente. Vi erano tre fasi di voto: la prima in cui venivano annunciati i preselezionati, solitamente otto per ogni categoria, poi venivano decisi i quattro nominati e infine tramite la cerimonia il vincitore per ciascuna categoria che veniva proclamato da artisti locali.
Dopo il 2018, non vengono annunciate successive edizioni, in particolar modo l'edizione 2019 non viene annunciata per questioni economiche e la successiva nel 2020 non viene fatta a causa della pandemia di Covid-19.

## Edizioni
| Anno | Luogo                            | Città        | Conduttore                            |
| ---- | -------------------------------- | ------------ | ------------------------------------- |
| 2011 | Microestadio Malvinas Argentinas | Buenos Aires | Nicolás Vázquez                       |
| 2012 | Microestadio Malvinas Argentinas | Buenos Aires | Favio Posca                           |
| 2013 | Microestadio Malvinas Argentinas | Buenos Aires | Diego Ramos                           |
| 2014 | Teatro Ópera                     | Buenos Aires | Marley                                |
| 2015 | Teatro Ópera                     | Buenos Aires | Benjamín Amadeo                       |
| 2016 | Teatro Coliseo                   | Buenos Aires | Victorio D'Alessandro e Franco Masini |
| 2017 | Teatro Coliseo                   | Buenos Aires | Leandro Leunis e Mercedes Lambre      |
| 2018 | Stadio Obras Sanitarias          | Buenos Aires | Verónica Lozano e Kevsho              |

## Premi

### Premi principali
Di seguito vengono elencate le principali categorie della manifestazione che sono state presenti in almeno 3 edizioni.

#### Televisione
- Attore preferito (Actor Favorito): 2011-2018
- Attrice preferita (Actriz Favorita): 2011-2018
- Antagonista preferito (Villano Favorito): 2011-2013/2016-2018
- Programma o serie preferito (Programa o Serie Favorito): 2011-2018
- Programma o serie internazionale preferito (Programa o Serie Internacional Favorito): 2011-2018
- Caricatura preferita (Caricatura Favorita): 2011-2018
- Reality o concorso preferito (Reality o Concurso Favorito): 2015-2017

#### Musica
- Artista o gruppo internazionale preferito (Artista o Grupo Internacional Favorito): 2011-2018
- Canzone preferita (Canción Favorita): 2011-2013
- Artista o gruppo latinoamericano preferito (Artista o Grupo Latino Favorito): 2011-2013
- Canzone latina preferita (Canción Latina Favorita): 2013-2018
- Artista o gruppo nazionale preferito (Artista o Grupo Nacional Favorito): 2013-2018

#### Social
- Ragazzo trendy (Chico Trendy): 2016-2018
- Ragazza trendy (Chica Trendy): 2016-2018
- Youtuber preferito (Youtuber Favorito): 2016-2018
- Rivelazione digitale (Revelación Digital): 2016-2018

#### Altro
- Atleta preferito (Atleta Favorito): 2011-2018
- Traiettoria (Trayectoria): 2011-2012/ 2017-2018
- App preferita (App Favorita): 2011-2015/ 2018
- Pro-social (Pro-Social): 2011-2012/2016-2017
- Programma radiofonico preferito (Programa de Radio Favorito): 2012-2013/ 2016-2017

#### Cinema
- Film preferito (Película Favorita): 2011-2018
- Film d'animazione preferito (Película Animada Favorita): 2011-2013

### Premi minori

#### Televisione
- Attore di reparto preferito (Actor de Reparto): 2013-2014
- Attrice di reparto preferita (Actriz de Reparto): 2013-2014
- Rivelazione (Revelación): 2011-2013
- 20 anni Nick in America Latina (20 Años Nick en Latinoamérica): 2017
- Ship Nick (Ship Nick): 2017-2018

#### Musica
- Collaborazione preferita (Colaboración Favorita): 2017
- Artista nuovo preferito (Artista Nuevo Favorito): 2018

#### Social
- Celebrità di Twitter preferita (Celebridad en Twitter Favorito): 2013-2014
- Dea (Diosa): 2014-2015
- Bellezza (Bombón): 2014-2015
- Preferito nel web (Favorito en la Web): 2015
- Momento virale (Momento Viral): 2016
- Serie web preferita (Serie Web Favorita): 2017
- Musically preferito (Musically Favorito): 2017
- Instagrammer preferito (Instagramer Favorito): 2017-2018
- Gamer preferito (Gamer Favorito): 2017-2018
- Miglior fandom (Mejor Fandom): 2017-2018
- Influencer musicale preferito (Influencer Musical Favorito): 2018

#### Altro
- Opera teatrale preferita (Obra de Teatro Favorita): 2014
- Empodera2 (Empodera2): 2018

## Record e statistiche

### Maggior numero di premi
- 13 - Lali Espósito
- 7 - Violetta
- 4 - Isabella Castillo
- 3 - Lionel Messi
- 3 - Oriana Sabatini
- 3 - Spongebob
- 2 - Phineas e Ferb
- 2 - Ruggero Pasquarelli
- 2 - Mercedes Lambre

### Maggior numero di candidature
- 17 - Lali Espósito
- 14 - Violetta
- 8 - Spongebob
- 7 - Oriana Sabatini
- 6 - Phineas e Ferb
- 6 - Isabella Castillo
- 6 - Grachi
- 4 - Aliados
- 4 - Mercedes Lambre
- 3 - Lionel Messi
- 3 - Brenda Asnicar
- 3 - Sergio Agüero